# Euro (1901)
«Еуро» (італ. Euro) — ескадрений міноносець ВМС Італії початку XX століття типу «Лампо».

## Історія створення
Ескадрений міноносець «Еуро» був закладений у січні 1900 року на верфі «Schichau-Werke» в Ельбінгу. Спущений на воду 27 серпня 1900 року, у жовтні 1901 року вступив у стрій. 

## Історія служби
Есмінець брав участь в італійсько-турецькій війні, але до серйозних бойових дій не залучався.
З початком Першої світової війни «Еуро» (разом з однотипними «Лампо», «Дардо», «Страле» та «Остро») був включений до складу VI ескадри есмінців. Командував кораблем капітан II рангу Гамбарделла (італ. F. Gambardella).
Протягом 1915-1918 років есмінець був переобладнаний на мінний загороджувач. Він міг нести 12 мін, глибинні бомби та протичовнові торпеди.
У 1921 році перекласифікований на міноносець. З 1921 по 1923 рік використовувався як мішень.
У 1924 році корабель був виключений зі складу флоту і зданий на злам.